# 黒杉くろん
黒杉 くろん（くろすぎ くろん）は日本のライトノベル作家、小説家。2016年、『レア・クラスチェンジ! I〜魔物使いちゃんとレア従魔の異世界ゆる旅〜』でTOブックスからデビューした。

## 作品リスト
TOブックス
1. レア・クラスチェンジ! I〜魔物使いちゃんとレア従魔の異世界ゆる旅〜（2016年7月10日）
2. レア・クラスチェンジ! II〜魔物使いちゃんとレア従魔の異世界ゆる旅〜（2016年10月10日）
3. レア・クラスチェンジ! III〜魔物使いちゃんとレア従魔の異世界ゆる旅〜（2017年1月10日）
4. レア・クラスチェンジ! IV〜魔物使いちゃんとレア従魔の異世界ゆる旅〜（2017年6月10日）
5. レア・クラスチェンジ! V〜魔物使いちゃんとレア従魔の異世界ゆる旅〜（2017年12月9日）
6. レア・クラスチェンジ! VI〜魔物使いちゃんとレア従魔の異世界ゆる旅〜（2018年5月10日）
7. レア・クラスチェンジ! VII〜魔物使いちゃんとレア従魔の異世界ゆる旅〜（2021年1月9日）

※2024年1月31日付で出版権利返還となった
マッグガーデン（マッグガーデン・ノベルズ）
1. 冬フェンリルの愛子となった私が、絶望から癒されていく話（2020年10月10日）

## 漫画
1. 冬フェンリルの愛子となった私が、絶望から癒されていく話 （作：黒杉くろん、画：正田しろくま、まんが王国コミックス）